# The Leisure Hive
A The Leisure Hive a Doctor Who sorozat 109. része, amit 1980. augusztus 30.-a és  szeptember 20.-a között adtak négy epizódban. Ettől a résztől kezdve ismét John Leeson lett K9 hangja.

## Történet
A Doktor és Romana az Argolis bolygóra érkeznek egy kellemes vakáció reményében. A bolygót korábban felperzselte az argolin és a fomasi nép közötti háború. A Doktor és Romana nyomában csak a baj jár (a Doktort látszólag egy géppel több darabra vágják, később megöregítik, stb.). Néhány felperzselt argolin, pedig a harcias múltat akarná visszaállítani.

## Epizódlista
| Epizódok sorszáma | Bemutató napja       | Hossza | Nézők száma (millió) |
| ----------------- | -------------------- | ------ | -------------------- |
| 1.                | 1980. augusztus 30.  | 23:33  | 5,9                  |
| 2.                | 1980. szeptember 6.  | 20:45  | 5                    |
| 3.                | 1980. szeptember 13. | 21:21  | 5                    |
| 4.                | 1980. szeptember 20. | 21:19  | 4,5                  |

## Könyvkiadás
A könyvváltozatát 1982. július 22.-n adta ki a Target könyvkiadó. Írta David Fisher.

## Otthoni kiadás
- VHS-n 1997 januárjában adták ki.
- DVD-n 2004 július 5.-n adták ki.

### Fordítás
- Ez a szócikk részben vagy egészben  a   The_Leisure_Hive című angol Wikipédia-szócikk fordításán alapul.  Az eredeti cikk szerkesztőit annak laptörténete sorolja fel. Ez a jelzés csupán a megfogalmazás eredetét és a szerzői jogokat jelzi, nem szolgál a cikkben szereplő információk forrásmegjelöléseként.